# Écomouv'
Écomouv' est une société franco-italienne retenue par l'État français après appel d'offres, chargée notamment de la collecte et de la gestion de la taxe poids lourds sur le territoire français. Cette société gère les autoroutes italiennes ainsi que certaines autoroutes autrichiennes. La maison mère, Atlantia, fait partie du groupe Benetton. L’État français résilie son contrat avec Écomouv' fin 2014.

## Historique
L'idée de la taxe poids lourds est apparue lors du Grenelle de l'environnement. Écomouv', société privée, a été créée pour répondre aux demandes de l'État, par d'autres grands groupes privés existants, en particulier le géant italien des services autoroutiers Autostrade per l'Italia.
En 2011, l'État signe un contrat avec Écomouv' pour la conception, l'installation et la gestion de la taxe poids lourds sur tout le territoire français,. Les critères qui semblent l'avoir avantagée par rapport à son concurrent[Lequel ?] était le délai de mise en œuvre de l'écotaxe, réduit de 24 à 21 mois, mais surtout l'expérience acquise de la société italienne, qui a aussi inventé le télépéage autoroutier, dans ce genre de prestations développées dans plusieurs pays, alors que le groupement français concurrent avait tout à inventer. Le décret d'application fixant les modalités définitives du contrat a été signé le 6 mai 2012.

## Controverse
Les conditions accordées à Ecomouv' ont été critiquées à gauche comme à droite, par des personnalités de la majorité en place lors de la signature du contrat : « Ce qui est surtout critiquable, c'est le montage. De tels coûts de gestion sont aberrants », a dénoncé Jean-François Copé, même si Dominique Bussereau, ex-ministre UMP des Transports qui a géré le début de la procédure pour l’écotaxe, a au contraire déclaré que « La somme reversée pour gérer la complexité du système ne me paraît pas folle », invoquant la « technicité » requise (800 000 camions doivent être équipés de dispositifs de paiement).
D'après le quotidien Le Parisien, un rapport des experts de la mission d'appui aux partenariats public-privé (PPP), remis en février 2009 et consulté par le journal, l'État aurait pu passer par un marché public, et ainsi avoir recours à une entreprise publique, qui aurait coûté moins cher d'environ 250 millions d'euros. La mission a cependant donné un avis favorable au projet, car elle l'a jugé, théoriquement, plus rapide à mettre en œuvre et à abonder les caisses de l'État. Les dirigeants politiques en place au moment du choix d'un opérateur privé ont de leur côté estimé que le recours au privé aurait été indispensable en raison de l'importance des investissements et du manque d'expertise de l'administration des douanes.
La signature du contrat le 6 mai 2012, jour du second tour de l'élection présidentielle de 2012, par Thierry Mariani, ex-ministre des Transports, pose un problème de précipitation, selon la ministre de l'environnement Ségolène Royal.

## Actionnariat
Écomouv' est une société par actions simplifiée dans le domaine des « Activités des sièges sociaux » (code NAF 7010Z). Son président est M. Daniele Meini. Elle compte cinq actionnaires et aucune filiale directe : Autostrade per l'Italia qui détient 70 % du capital, Thales 11%, SNCF 10 %, SFR 6 % et Steria 3 %.
Écomouv' D&B est une société par actions simplifiée dans le domaine de « Autres activités auxiliaires de services financiers, hors assurance et caisses de retraite, n.c.a. » (code NAF 6619B). Son président est M. Sergio Battiboia. Les deux sociétés ont été immatriculées le même jour, le 7 mars 2011.
Écomouv' bénéficie d'un partenariat public-privé (PPP) pour percevoir la redevance poids-lourd, qu'elle a gagné face à Alvia après quelques aléas[évasif].
Un soupçon de corruption a pu être considéré par les liens capitalistiques unissant la société suisse Rapp Trans AG qui conseillait l'État français sur le dossier de l'écotaxe à la société Autostrade ayant gagné l'appel d'offres.

## Emploi
La société gère un centre d'appel afin de répondre aux questions des transporteurs ; elle dispose de 200 employés dans la région de Metz.

## Infrastructure

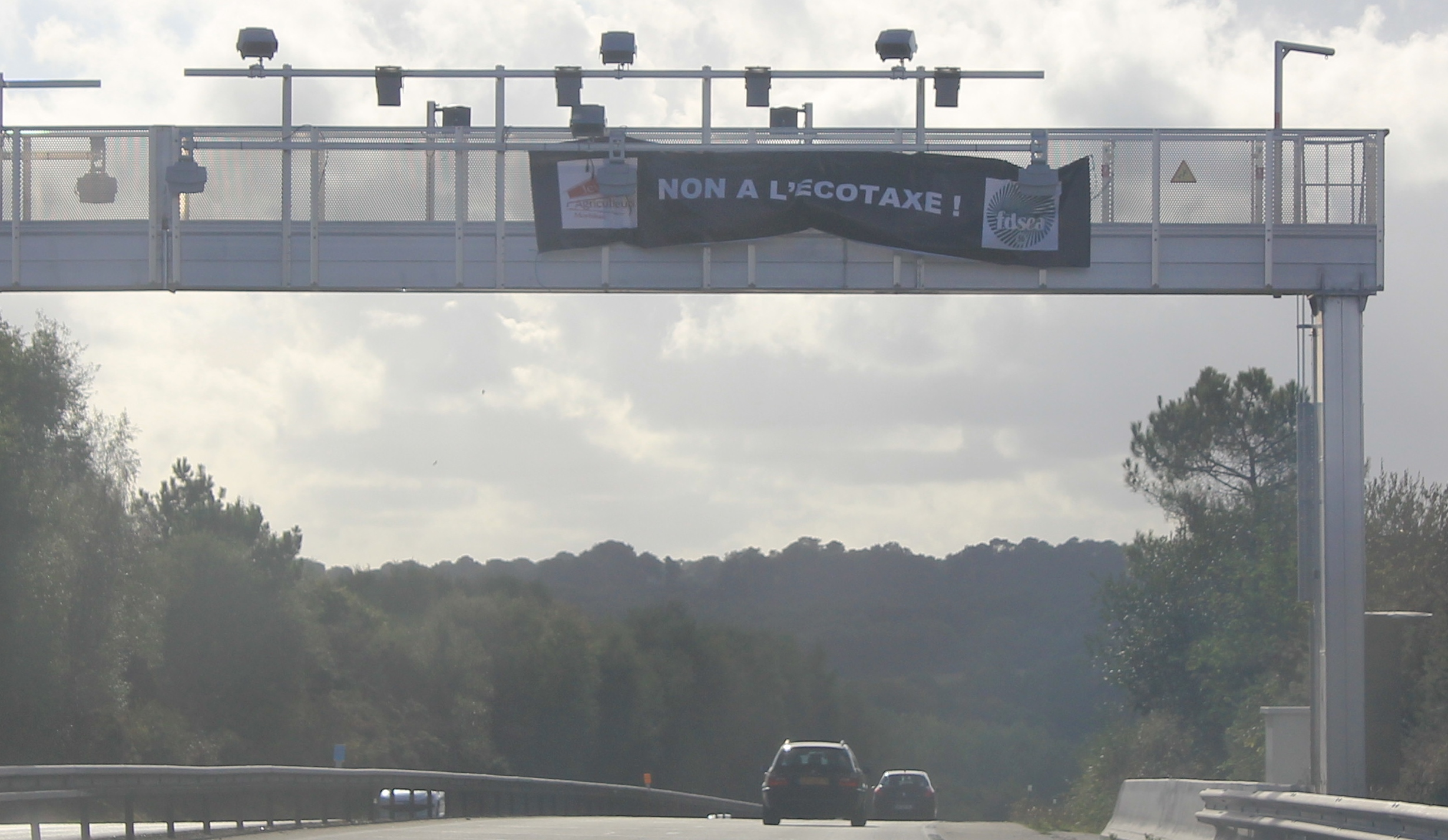
Bannière s'opposant à la mise en place de l'écotaxe en Bretagne.

La société a déployé le dispositif permettant de chiffrer et récolter la taxe. Les portiques sont constitués de caméras et de systèmes de détection. Leur rôle est de repérer les poids lourds de transport public de marchandises de plus de 3,5 tonnes de PTAC qui circulent sur divers types de routes. Certains portiques ont été sabotés par des détracteurs opposés à ce système. Le prix d'un portique est estimé à une valeur comprise entre 500 000 euros et 1 million d'euros.

## Recettes
Pour l'État, l'écotaxe devrait produire 1,2 milliard d'euros par an de recettes fiscales. Pour le prestataire, les recettes sont estimées à 2,8 milliards d'euros sur les onze ans et demie de la durée d'exploitation et de maintenance du dispositif, alors que les investissements sont estimés à 650 millions d'euros.
Les investissements et frais financiers engagés dès 2013 s'élèvent entre 800 millions et un milliard d'euros.

## Disparition
L'État français ayant finalement abandonné le projet de l'écotaxe, la direction annonce le 9 décembre 2014 que les 200 salariés, dont 157 à Metz, allaient perdre leur emploi et que la société allait disparaître.
Après sa reculade, le gouvernement engage l'État à verser à Ecomouv la somme de 839 millions d'euros et espère étaler le paiement sur 10 ans en reprenant à son compte la dette d'Ecomouv. En décembre 2017, le gouvernement inscrit au budget 2018 un versement 339 millions d’euros pour clore le contentieux et stopper ensuite le versement d'une part de la TICPE à l'AFITF qui était dédié à la dette de la société Écomouv’.